# 카와치 쿄스케
카와치 쿄스케는 《따끈따끈 베이커리》에 등장하는 등장인물으로, 투니버스판 이름은 지원규.

## 소개
(한국명 : 지원규) / (CV.사카구치 슈헤이, 홍범기)
빵에 열정을 갖고 있던 부친이 화재로 별세하자, 부친의 못다이룬 꿈을 이뤄드리기 위해 제빵사가 되었다. 아즈마(태양이)와 달리 타고난 재능은 없지만 태양이의 건틀렛(장갑)을 얻고 빵에 대해 풍부한 지식을 이용하여 어려움을 헤쳐나간다. 간사이(관서)사투리가 심하고 말버릇은 "뭐라고?!"